# Blue Dragon Jet

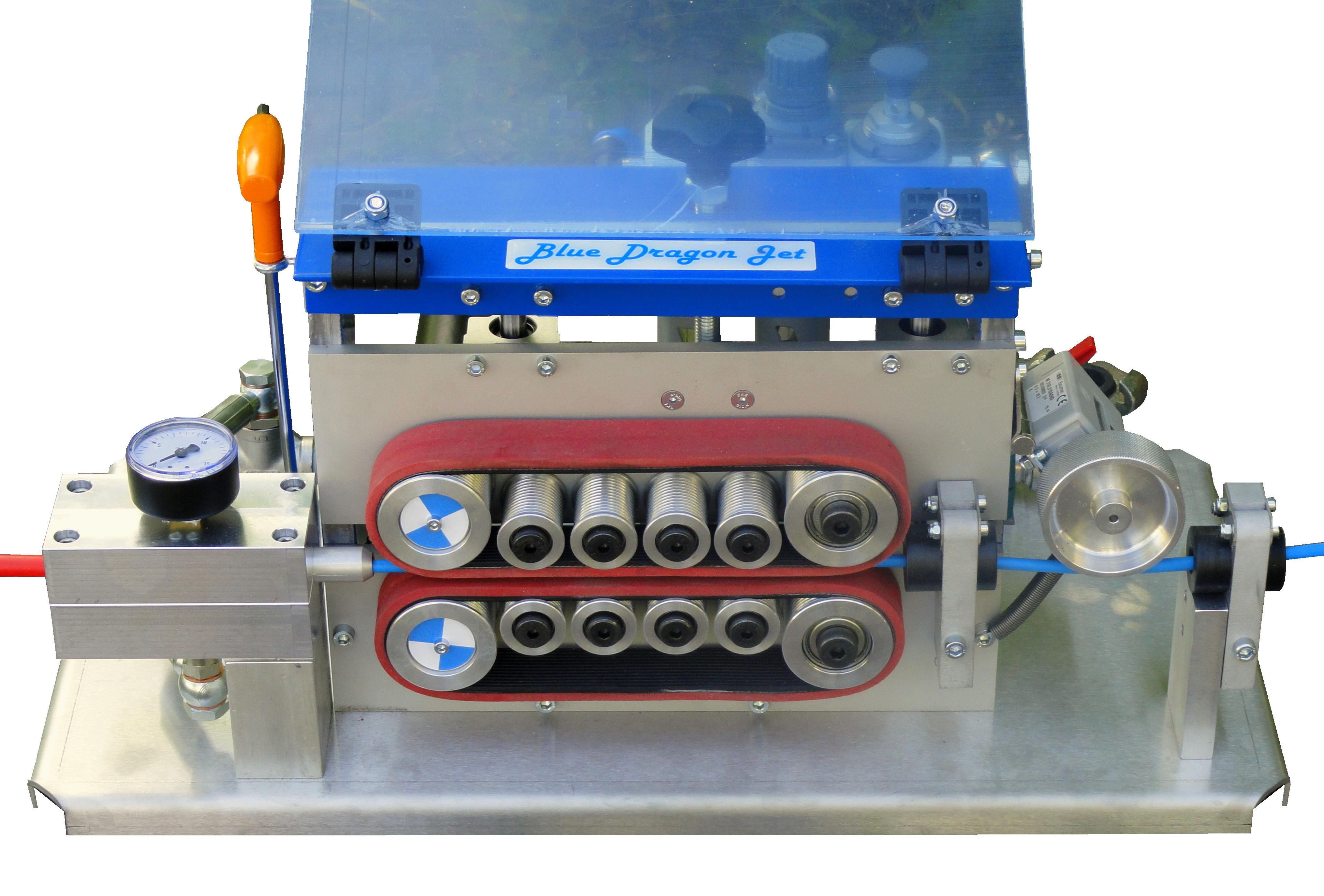
Wdmuchiwarka Blue Dragon Jet

Blue Dragon Jet – wdmuchiwarka do mikrokabli światłowodowych. Jest to  profesjonalna maszyna do wdmuchiwania mikrokabli światłowodowych w rurki mikrokanalizacji, przeznaczona do pracy w każdych warunkach i pod znacznymi obciążeniami.

## Budowa wdmuchiwarki
Wdmuchiwarka zbudowana jest z:
- płyty podstawowej wykonanej ze stali nierdzewnej,
- podajnika kabla, na który składają się paski wielorowkowe i system aluminiowych rolek prowadzących,
- ramy wykonanej z aluminium,
- aluminiowej głowicy wdmuchującej wyposażonej we wstawki dobierane do średnicy mikrokabli i mikrorurek,
- prowadzenia mikrokabla, czyli zespołu tulejek z tworzywa sztucznego, zapewniających bezpieczne wprowadzenie kabla do podajnika, oraz prowadzenie między podajnikiem a głowicą,
- przyłącza powietrza, zapewniającego pewne i bezpieczne zamocowanie przewodu łączącego kompresor z wdmuchiwarką,
- zespołu regulująco-smarującego, pozwalającego na regulację ciśnienia powietrza zasilającego silniki pneumatyczne, oraz podającego do powietrza olej smarujący silniki,
- mechanicznego licznika długości pokazującego długość wdmuchniętego kabla.

Unikalnymi rozwiązaniami wdmuchiwarki Blue Dragon Jet są:
- CPS (Cable Protection System) – system ochrony kabla realizowany poprzez precyzyjne prowadzenie ruchomej części podajnika na łożyskach liniowych.
- Dragon Jaws - wyprofilowane, ostre zęby w tulejkach zaciskowych, które zapewniają pewne mocowanie mikrorurek, nie powodując zmniejszenia ich przekroju.

## Parametry techniczne
| średnice mikrokabli          | 4 mm - 10 mm |
| średnice mikrorurek          | 5 mm - 16 mm |
| zasięg wdmuchiwania          | do 2500 m    |
| zasięg wprowadzania wodą     | do 3500 m    |
| prędkość wdmuchiwania        | do 110 m/min |
| moc silników                 | 320 W        |
| maksymalne ciśnienie robocze | 15 bar       |
| licznik długości             | mechaniczny  |
| waga                         | 20 kg        |
| długość                      | 580 mm       |
| szerokość                    | 300 mm       |
| wysokość                     | 320 mm       |

## Kompresory
Kompresory przeznaczone do pracy z wdmuchiwarkami do mikrokabli :
- Kaesser M17A[1]
- Kaesser M31A[2]